# It's a Bird... It's a Plane... It's Superman
It's a Bird... It's a Plane... It's Superman est une comédie musicale américaine montée en 1966.

## Synopsis
Le complot tourne autour des efforts de Superman pour vaincre le Dr Abner Sedgwick, un scientifique ayant raté dix fois le prix Nobel et qui cherche à venger le rejet du monde scientifique de son génie en tentant de détruire le symbole mondial du bien. De plus, Superman entre en concurrence avec Max Mencken, un éditorialiste du journal Daily Planet, qui s'oppose à l'attirance de Lois Lane pour Superman, puis fait équipe avec Sedgwick pour le détruire.

## Productions

### Création
It's a Bird... It's a Plane... It's Superman est une comédie musicale créé en 1966 avec une musique de Charles Strouse des paroles de Lee Adams et un livret de David Newman. Elle a été présentée à Broadway au Alvin Theatre le 29 mars 1966. Mis en scène par Harold Prince avec une chorégraphie d'Ernest Flatt, elle a été interprétée par Bob Holiday dans le rôle de Clark Kent et Superman, Patricia Marand dans celui de Lois Lane, Jack Cassidy dans celui de Max Mencken et Linda Lavin dans celui de Sydney. Bien que les critiques aient été plutôt positives, les spectateurs ne suivent pas et le programme est abandonné le 17 juillet 1966, après seulement 129 représentations.
La comédie musicale a reçu trois nominations aux Tony Awards : meilleur acteur dans une comédie musicale (Cassidy), meilleur acteur vedette dans une comédie musicale (Michael O'Sullivan, incarnant le méchant principal) et meilleure actrice dans une comédie musicale (Marand). L'une des chansons de la partition, You Have Got Possibilities, a connu un certain succès en dehors du spectacle.

### Reprises
Deux productions ont été mises en scène l'année suivante. Le St. Louis Municipal Opera et le Kansas City Starlight Theatre réinterprètent le spectacle et Bob Holiday interprète Superman dans les deux productions. Chacun était un site en plein air, nécessitant l'utilisation d'une grande grue pour faciliter les vols de Superman. Les autres membres de la distribution dans ces deux productions étaient Karen Morrow dans le rôle de Sydney et Charles Nelson Reilly dans le rôle du Dr Sedgwick.
Le spectacle a été produite à l'opéra Goodspeed, à East Haddam, dans le Connecticut, de juin au 3 juillet 1992, avec Gary Jackson (en tant que Superman), Jamie Ross, Veanne Cox et Gabriel Barre.
Le 14 mai 2007, le programme Reprise! Marvelous Musical Mondays à Los Angeles a présenté une version concert de la comédie musicale. Cheyenne Jackson dans le rôle de Superman, Jean Louisa Kelly pour Lois Lane, Richard Kind pour Dr Sedgwick, Patrick Cassidy dans l'ancien rôle de son père, Max Mencken, et le compositeur Charles Strouse, ainsi que Perry White. Du 15 au 17 juin 2007, la comédie musicale a été présentée en concert par la série de comédies musicales du York Theatre à MUFTI à New York, avec Jackson, Kelly et Strouse reprenant leurs rôles du concert de Los Angeles. Les autres membres de la distribution incluaient Lea DeLaria en tant que Dr Sedgwick, Shoshana Bean en Sydney et David Rasche en Max Mencken.
Du 18 juin au 25 juillet 2010, le Dallas Theatre Center a présenté une version révisée, mettant en vedette Matt Cavenaugh dans le rôle double de Superman / Clark Kent, Zakiya Young dans le rôle de Lois Lane, Patrick Cassidy dans le rôle de Max Mencken, et Jenny Powers, l'épouse réelle de Cavenaugh dans le rôle de Sydney Sharp (Cassidy a développé une laryngite pendant la série et le chorégraphe Joel Ferrell a repris le rôle jusqu'à ce que Cassidy se rétablisse).
Une production a eu lieu dans le cadre du festival Encores! du 20 au 24 mars 2013 au New York City Center. La distribution comprenait Edward Watts (Superman) et Will Swenson (Max Mencken), Jenny Powers (Lois Lane). Powers avait joué à Sydney Sharp lors de la production de Dallas en 2010.

### Production anglaise
La première britannique du spectacle a été jouée à Londres en mars 2014 au Ye Olde Rose et au Crown Theatre et a été produite par All Star Productions. Après des critiques positives, "la vraie vedette de la série est Charles Strouse et la délicieuse partition de Lee Adams ...", écrit le musicaltheatrereview.com. La série est transférée au Leicester Square Theatre, dans le West End, jusqu'en février 2015,.

### Production allemande
En septembre 2016, la première production en langue allemande a eu lieu à Brunswick, en Allemagne. OnStage - école de musique produit la première version allemande au Brunsviga.

### Adaptation pour la télévision
En 1975, la chaîne ABC programme une adaptation en téléfilm de la comédie musicale. Durant 1h30; ce téléfilm reprend les grandes lignes du spectacle, mais réduit le nombre de chansons et adapte celles qui restent au style des années 1970. Diffusé en seconde partie de soirée, le téléfilm n'a pas beaucoup plus de succès et n'est diffusé qu'une seule fois.

## Distributions
| Rôle                | Actrice/Acteur     | Actrice/Acteur         | Actrice/Acteur   | Actrice/Acteur     |
| Rôle                | Broadway (1966)    | ABC-TV special (1975), | Encores! (2013), | West End (2015)    |
| ------------------- | ------------------ | ---------------------- | ---------------- | ------------------ |
| Max Mencken         | Jack Cassidy       | Kenneth Mars           | Will Swenson     | Paul Harwood       |
| Dr Abner Sedgwick   | Michael O'Sullivan | David Wayne            | David Pittu      | Matthew Ibbotson   |
| Superman/Clark Kent | Bob Holiday        | David Wilson           | Edward Watts     | Craig Berry        |
| Lois Lane           | Patricia Marand    | Lesley Ann Warren      | Jenny Powers     | Michelle LaFortune |
| Jim Morgan          | Don Chastain       |                        |                  | Charlie Vose       |
| Sydney Carlton      | Linda Lavin        | Loretta Swit           | Alli Mauzey      | Sarah Kennedy      |
| Joe Ling            | Joseph Gentry      |                        |                  |                    |
| Father Ling         | Jerry Fujikawa     | Al Molinaro            | James Saito      | Jonathan Chan      |
| Ming Foo Ling       | Michael Gentry     |                        |                  | Jade Nelson        |
| Tai Ling            | Murphy James       |                        |                  | Christina Harris   |
| Perry White         | Eric Mason         | Allen Ludden           | [ note 2 ]       | Andrew Truluck     |
| Fan Po Ling         | Juleste Salve      |                        |                  | Thomas Widdop      |
| Dong Ling           | Bill Starr         |                        |                  | Jonathan Chan      |

Notes
1. ↑  La troupe de méchants, l'acrobatique Flying Lings, a été interprétée par Molinaro dans l'émission spéciale d'ABC-TV.
2. ↑  Ce personnage n'apparaît pas dans cette production.

## Numéros musicaux
| Acte I - Ouverture - Orchestre, Superman, Lois - Doing Good - Superman - We Need Him - La troupe, Lois, Max, Superman - It's Superman - Lois - We Don't Matter at All - Jim, Lois - Revenge - Dr Sedgwick - The Woman for the Man - Max, Lois - You've Got Possibilities - Sydney - What I've Always Wanted - Lois - Everything's Easy When You Know How - The Flying Lings - Revenge (reprise) - Dr Sedgwick - It's Super Nice - La troupe | Acte II - Entr'acte - Orchestre - "So Long Big Guy" - Max - "The Strongest Man in the World" - Superman - "Ooh, Do You Love You?" - Sydney - "You've Got What I Need" - Dr Sedgwick, Max - "It's Superman" (reprise) - Lois, Superman, Sydney, Max, The Flying Lings, Jim, la troupe - "I'm Not Finished Yet" - Lois - "Pow! Bam! Zonk!" - Superman, The Flying Lings - Finale - La troupe |